# Gradina (distrikt i Bulgarien, Razgrad)
Gradina (bulgariska: Градина) är ett distrikt i Bulgarien.   Det ligger i kommunen Obsjtina Loznitsa och regionen Razgrad, i den nordöstra delen av landet, 270 km öster om huvudstaden Sofia.
Trakten runt Gradina består till största delen av jordbruksmark. Runt Gradina är det ganska tätbefolkat, med 54 invånare per kvadratkilometer.